# Winkler Lajos (pedagógus)
Winkler Lajos (Sopron, 1846. február 5. – Sátoraljaújhely, 1912. június 30.) író, újságíró, polgári iskolai igazgató.

## Élete
Szülővárosában végezte az evangélikus líceumot és a szemináriumot. 1863-ban néptanítói képesítést nyert és azon évben a nagyváradi ágostai hitvallású evangélikus egyház elemi iskolájához tanítója lett, mely állásban 1871-ig működött. Ekkor nagyobb külföldi útra indult, mely évben még a nagyváradi községi iskolaszék a polgári iskolához tanárnak meghívta, ahol a magyar és német nyelvet tanította. A biharmegyei nőegyletnek és a népnevelési egyesületnek titkárává és hivatalos közlönyének, a Népnevelési Közlöny szerkesztőjévé választatott. Főtitkára volt a Szigligeti Társaságnak.
Munkatársa volt a Zenészeti Lapoknak (1868); 1868-tól 1870-ig a Nagyváradi Lapoknak volt belmunkatársa. Külföldi utazásáról írt leveleket és útirajzokat a Biharba (1871-72), mely lapnak megszüntéig (1884. július 1.) állandó munkatársa volt; a Biharmegyei Közlöny c. napilapnak megindultától (1871 őszétől) belmunkatársa lett. Többnyire pedagógiai cikkeket írt és fordított a helyi lapokba és a Néptanodába, a Tanügyi Füzetekbe; 1876-tól nagyváradi levelezője volt a Pesti Naplónak Szögi álnév alatt. 1886-tól a Nagyvárad c. politikai napilap főmunkatársa és az Apollo c. zenemű folyóiratnak egyik szövegírója volt Sincau álnév alatt.
Szerkesztette a Bihar c. politikai napilapot 1890-ben, háromnegyed évig a kiadó felelőssége mellett; a nagyváradi dalárda első Évkönyvét 1874-ben, melyben megírta a dal-egyesület történetét; szerkesztette a községi iskolaszék által évenként kiadott Iskolai Értesítőket, melyekbe több cikket írt névtelenül; a Népnevelési Közlönyt 1885. májustól.

## Munkája
- Spitzer Henrik (orvosdoktor), Törökországi élményeim. Nagyvárad, 1878. (Kéziratból németből fordította.)

## Álnevei és jegyei
Szögi, Sincau, Pinter, Veritas, W. L., r. l., x. y. z. és (r.).